# Drefféac

Localització de Drefféac

Drefféac (en bretó Devrieg) és un municipi francès, situat a la regió de país del Loira, al departament de Loira Atlàntic, que històricament ha format part de la Bretanya. L'any 2006 tenia 1.503 habitants. Limita amb Missillac, Sainte-Anne-sur-Brivet i Pontchâteau.

## Demografia
| 1962                                       | 1968 | 1975 | 1982  | 1990  | 1999  |
| ------------------------------------------ | ---- | ---- | ----- | ----- | ----- |
| 851                                        | 859  | 803  | 1.145 | 1.296 | 1.322 |
| Des de 1962: població sense dobles comptes |      |      |       |       |       |

## Administració
| Període | Identitat        | Partit |
| ------- | ---------------- | ------ |
| 2001-   | Claude Gabillard | PS     |